# Nico Sijmens
Nico Sijmens (Diest, 1 d'abril de 1978) és un ciclista belga, professional des del 2001 al 2014. De la seva carrera destaquen les victòries a la Rothaus Regio-Tour de 2005, o la Roine-Alps Isera Tour el 2013.

## Palmarès
- 2000
  - Vencedor d'una etapa al Gran Premi Guillem Tell
- 2001
  - Vencedor de 2 etapes al Gran Premi del Somme
- 2003
  - Vencedor de 2 etapes a la Volta a Àustria
  - Vencedor d'una etapa al Volta a la Xina
  - Vencedor d'una etapa al Circuito Montañés
- 2004
  - 1r al Gran Premi Pino Cerami
- 2005
  - 1r al Hel van het Mergelland
  - 1r a la Rothaus Regio-Tour i vencedor d'una etapa
- 2006
  - Vencedor d'una etapa al Tour de Valònia
- 2007
  - 1r al Hel van het Mergelland
  - 1r a la Beverbeek Classic
- 2012
  - Vencedor d'una etapa al Boucles de la Mayenne
- 2013
  - 1r al Roine-Alps Isera Tour i vencedor d'una etapa

### Resultats al Giro d'Itàlia
- 2004. 68è de la classificació general
- 2010. 104è de la classificació general

### Resultats a la Volta a Espanya
- 2010. 96è de la classificació general
- 2011. 73è de la classificació general
- 2012. 87è de la classificació general
- 2013. 78è de la classificació general